# Oberpfannenstiel
Oberpfannenstiel ist ein Ortsteil der Stadt Lauter-Bernsbach im sächsischen Erzgebirgskreis. Der Ort wurde 1938 nach Bernsbach eingemeindet, mit dem er am 1. Januar 2013 zur Stadt Lauter-Bernsbach kam.

## Geographie

### Geographische Lage
Der Ort befindet sich am Nordhang über dem Tal des Schwarzwassers. Er ist fast vollständig von Wald umgeben, einzig im Südosten geht er in den Nachbarort Bernsbach über.

### Nachbarorte
| Zelle              | Niederlößnitz                               | Dittersdorf mit Dreihansen |
| Niederpfannenstiel | Kompassrose, die auf Nachbargemeinden zeigt |                            |
|                    | Lauter                                      | Bernsbach                  |

## Geschichte
Nachdem 1691 eine Schenke an der Straße von Annaberg nach Schneeberg errichtet worden war, kamen 1702 zunächst eine Mühle und später weitere Häuser hinzu. Mitte des 18. Jahrhunderts bestand die kleine Siedlung aus 21 Häusern, 50 Jahre später hatte sich ihre Zahl verdoppelt und 1819 erhielt die zunächst nach Lößnitz gepfarrte Gemeinde eine eigene Kirche. In der zweiten Hälfte des 19. Jahrhunderts war der größte Teil der arbeitenden Bevölkerung in den Wäschefabriken der benachbarten Stadt Aue beschäftigt, nachdem dieser Industriezweig zeitweise auch in Oberpfannenstiel stark betrieben wurde. 1889 erhielt die Gemeinde ein eigenes Schulgebäude, es entstanden neue Wohnhäuser und metallverarbeitende Betriebe. Um die Jahrhundertwende entwickelte sich Oberpfannenstiel zu einem beliebten Ziel für Sommerfrischler. 1938 wurde der Ort nach Bernsbach eingemeindet und 2013 erfolgte die Zusammenlegung von Bernsbach mit Lauter/Sa. zur Stadt Lauter-Bernsbach.
Um 1970 wurden von der VVB Kraftwerke Cottbus eine Reihe von Studien über mögliche Standorte von Pumpspeicherwerken erarbeitet, auch eine Studie „Pumpspeicherwerk Oberpfannenstiel“. Gebaut wurde nicht, da andere Standorte besser geeignet waren.

## Entwicklung der Einwohnerzahl
| Jahr | Einwohnerzahl |
| ---- | ------------- |
| 1691 | 10 Häusler    |
| 1750 | 21 Häusler    |
| 1834 | 537           |
| 1871 | 622           |

| Jahr | Einwohnerzahl |
| ---- | ------------- |
| 1890 | 652           |
| 1910 | 716           |
| 1925 | 759           |

## Kulturdenkmale
In der Liste der Kulturdenkmale in Lauter-Bernsbach sind für Oberpfannenstiel elf Kulturdenkmale aufgeführt, darunter
- die Martin-Luther-Kirche.

## Persönlichkeiten
- Herbert Stoll (1905–1962), erzgebirgischer Mundartdichter